# コバー

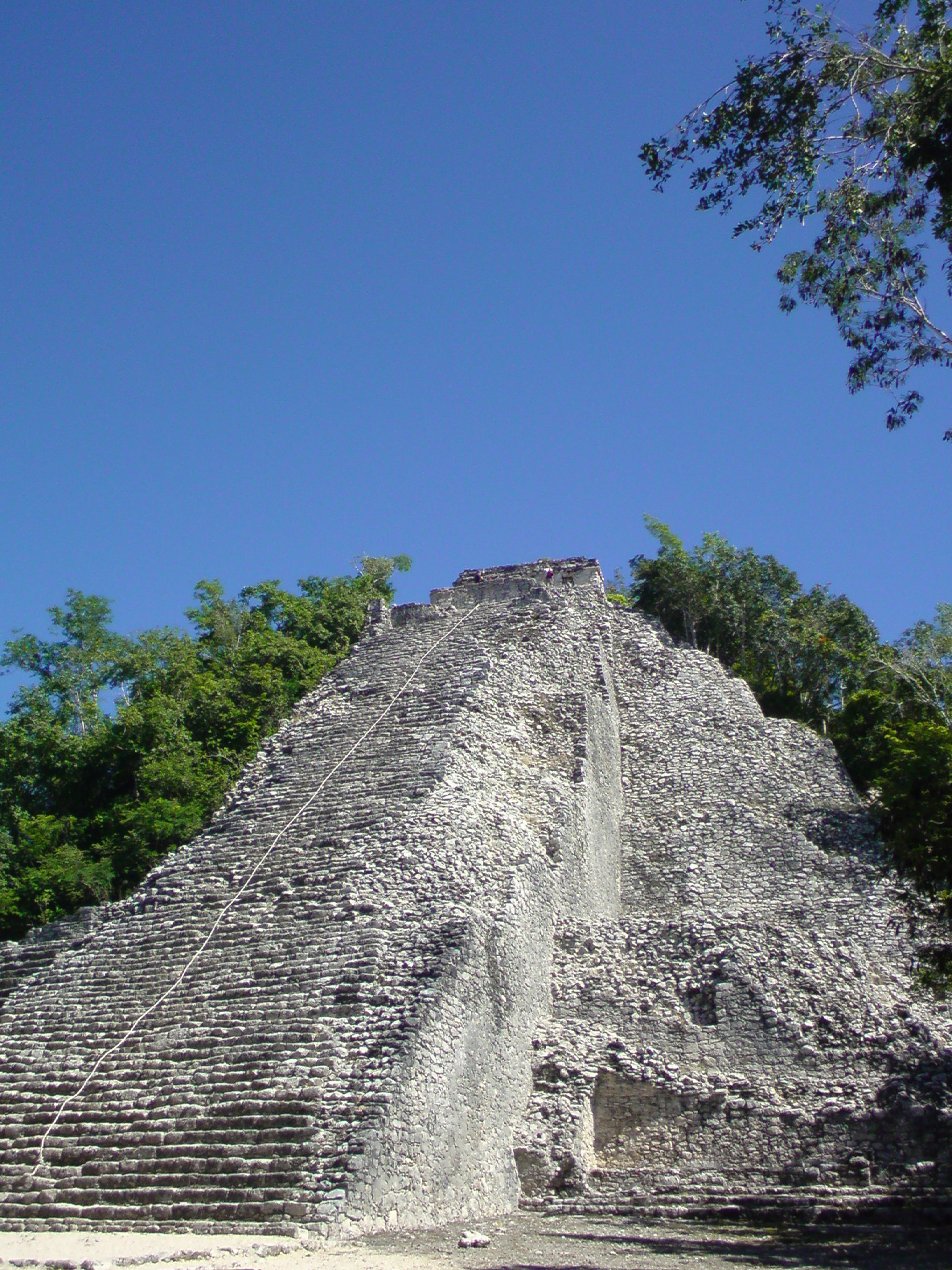
ノホック・ムル・ピラミッド

コバー(別名コバ、スペイン語：Cobá)は、メキシコ、キンタナ・ロー州北部にある大規模なマヤ遺跡である。世界遺産に登録されていないこともあり、日本での知名度は低い。

## 概要
ユカタン半島の有名な世界遺産であるチチェン・イツァから東60km、カリブ海に面したトゥルムから北西44kmに位置する。最盛期には5万人以上の人々が約80km2のエリアに住んでいたとされる。多くの建造物はジャングルの中に点在し、石と漆喰で作られた16本以上の道で繋がっていた。この道はサクベ(白い道)と呼ばれ、中央部から周囲に放射線状に広がり、東はカリブ海まで、西は100km離れたヤシュナまで続いていた。
各建造物のデザインはチチェン・イツァやウシュマルなどで知られるプウク式よりもグアテマラのペテン地方の影響が強い。
ユカタン半島は石灰岩で出来た地盤の影響で河川や湖沼がほとんど存在しない為、周囲に複数あるラグーンやセノーテに水の供給を頼っていた。

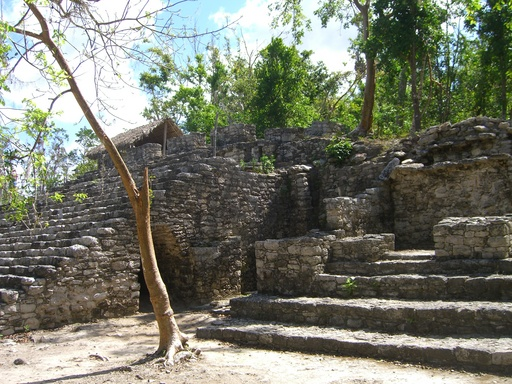
グループB群

## 歴史
古典期から後古典期にかけてマヤ族の王国の一つとして繁栄した。
1世紀頃までに農耕が発達し人口が増加し始める。発展に伴い多くの建造物が作られたが、特に紀元500-900年の間に建てられたものが多い。古い建造物の修復を繰り返しながら、スペイン人がやってきた16世紀までは次々に新しい建造物が作られていた。
人口の最盛期は紀元800-1000年頃とされ、その後の人口減少の原因には周囲のマヤの国々との争いや農耕地の疲弊などが考えられる。また、スペイン人の征服を受ける頃には外部から持ち込まれた天然痘が大流行した。

## 交易
周囲の国々との交易は盛んで、特にカリブ海沿岸のトゥルム、シカレ、シェルハ、タンカーらの港を利用し、現在のベリーズやホンジュラスのある南方諸国との繋がりが大きかった。

## ノホック・ムル・ピラミッド
最大の建造物であるノホック・ムルは高さの42mのピラミッドで、エル・ミラドール(72m)、ティカル(51m)、カラクムル(45m)などに続く、マヤ遺跡の中でも特に高さのある建造物である。これはウシュマル(35m)やチチェン・イツァ(24m)よりも高く、ユカタン半島においては最も高い。観光客にも頂上まで登ることが許されており、当時の支配者と同じようにジャングルの地平線を眺めることが出来る。

## 調査と発掘
スペイン人に征服された後、長い間ジャングルの中に手付かずのままになっていた。ジョン・ロイド・スティーヴンズが1841年にその存在について最初の報告を受けていたが、当時はジャングルを横断する道路もなく、アクセスが困難であったために調査を諦めた。また、カスタ戦争(1847-1901年)の影響もあり、外部の人間が訪れるのには危険な時期でもあった。
例外として、写真家のテオベルト・マーラーが1893年に短期間滞在し、撮影を行ったが公表しなかった。
1926年2月、アマチュア探検家のトーマス・ガンがマヤ族のハンターたちの協力を得てコバーを訪れる。彼はこの遺跡に関する初めての記述を発表することになる。その後、ガンはエリック・トンプソンを現地に送り、彼は1932年までに何度も調査を行った結果を発表した。数々の遺跡群についての記述は、考古学者のシルヴァヌス・モーレイによる後の探検を促すこととなる。
それでも現在のような舗装路が1970年代前半に開通するまでは来訪者はごく少なかった。1970年頃に形作られたカンクンが大規模な高級リゾート地として世界的に有名になるにつれ、日帰り旅行向けの観光地として知られるようになる。
1972年、メキシコ国立人類学歴史研究所による本格的な発掘調査。いくつかの建造物を修復、整備。
1980年代になると、道路が延伸されてバスの運行も開始、少ないながら宿泊施設も建てられた。

## 現在
修復や整備が繰り返し行われて現在に至る。ただし、歴史的建造物の多くがまだジャングルの中に残されており、今後の更なる調査が待たれる。

## 観光地として
カンクンからベリーズに達する非常に美しい海岸線はリビエラ・マヤと呼ばれ、近年、リゾートホテルが次々に建設されている。その為、来訪者は増える傾向にあった。ノホック・ムル・ピラミッドに登ることがこの遺跡の最大の観光的魅力であり、登上はまだ禁止されていないが、されるまでは時間の問題。
- 開園時間 8:00-17:00
- 入場料金 大人(13-60歳) 48ペソ
- 他の遺跡同様、日曜と祝日はメキシコ人には無料開放
- 入り口でガイドや自転車レンタルを頼むことができる
- ノホック・ムルまでは距離があるので自転車レンタルは人気
- 入り口付近に生ジュース売りや土産物売りが出ている

## 周囲の状況
コバー村の人口は約1100人ほどであり、住人はスペイン語の他にマヤ語も堪能で、老齢者にはスペイン語を話せない者が多い。また、英語はごく一部のものが解す程度である。付近には舗装されていない道がジャングルの中に続いており、マヤ語しか通じない村が点在している。数少ない娯楽としてカラオケバーがある程度で、夜間は外灯の下で談笑していたり、バスケットボールなどに興じる住人の姿が見られる。決して治安は悪くない。
ホテル、レストラン、土産物屋などが数軒ある。
バヤドリドからトゥルムまで通じる舗装路が村の前を通るが、路面状況はあまり良くはない。特にチェマクスから村までの区間は、路面に直径50cmを越す穴が無数に空いている為、車の運転にはやや注意が必要である。

## イメージギャラリー

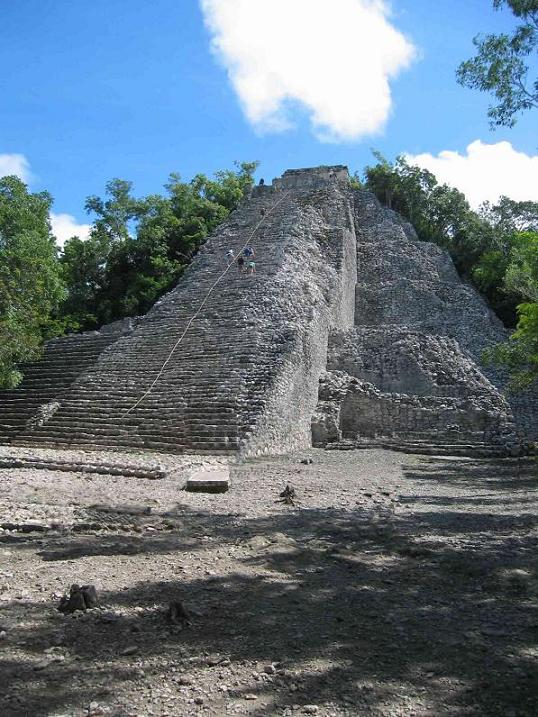
ノホック・ムル・ピラミッド
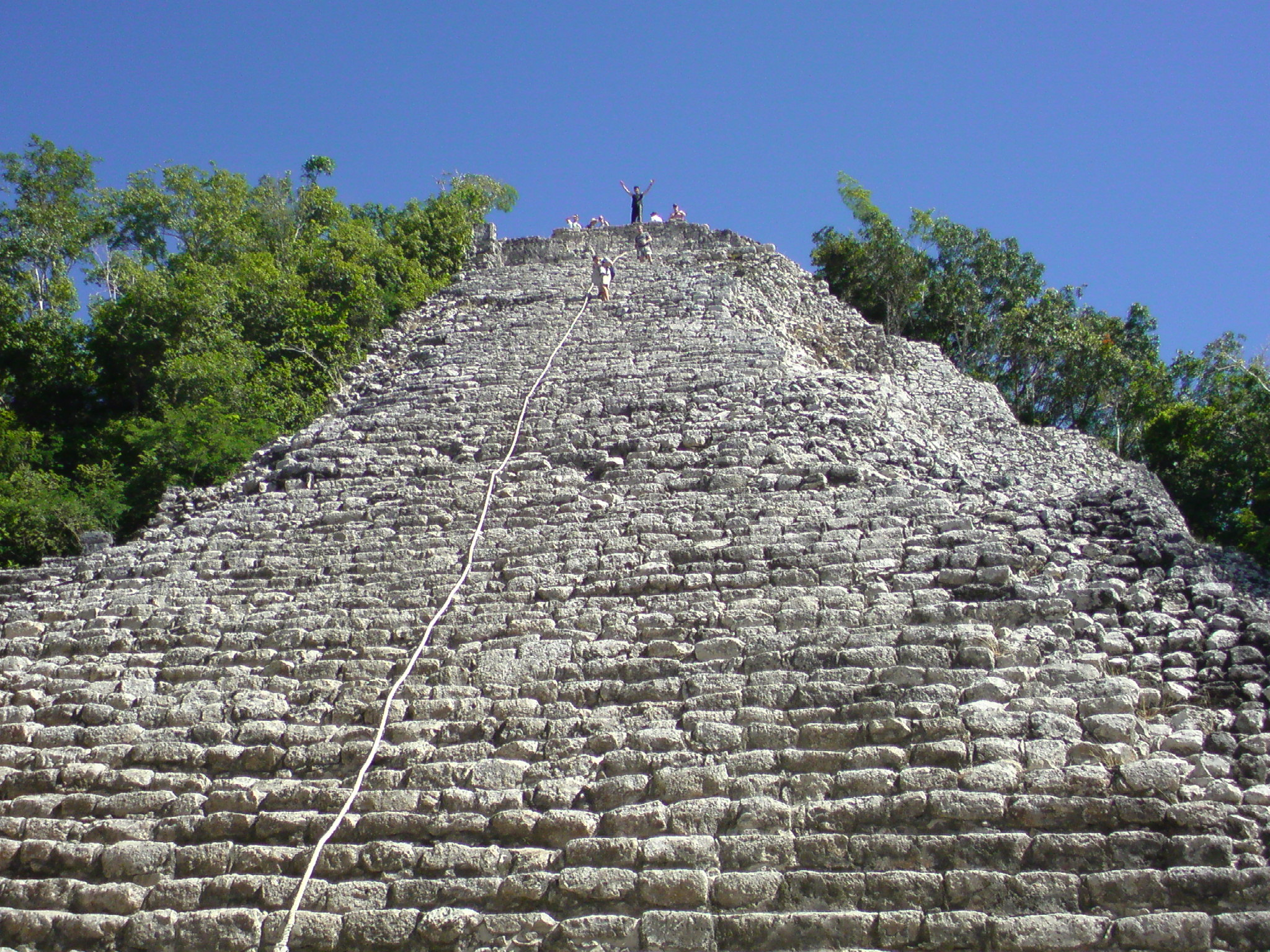
ノホック・ムル・ピラミッド
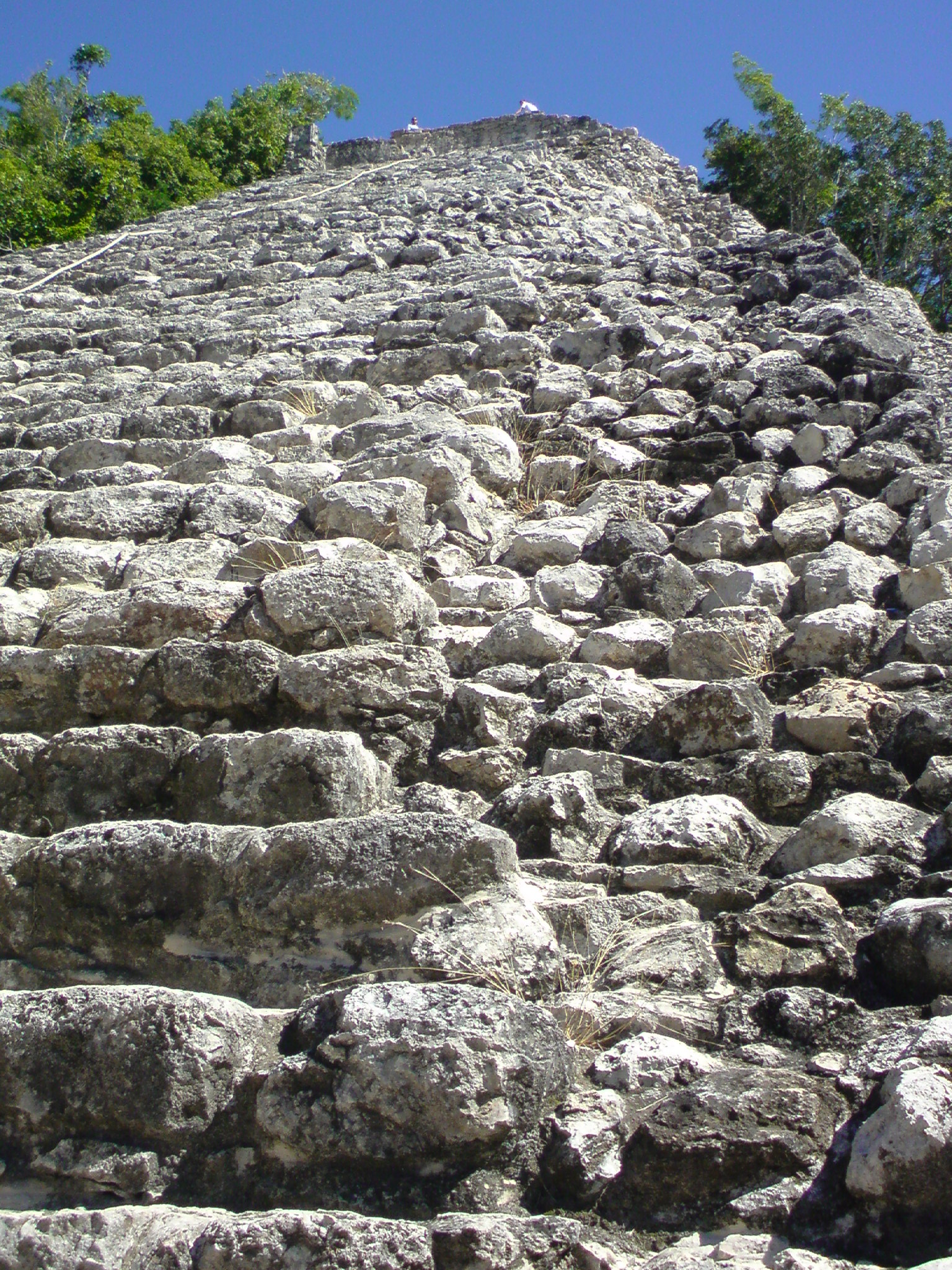
ノホック・ムル・ピラミッドの階段
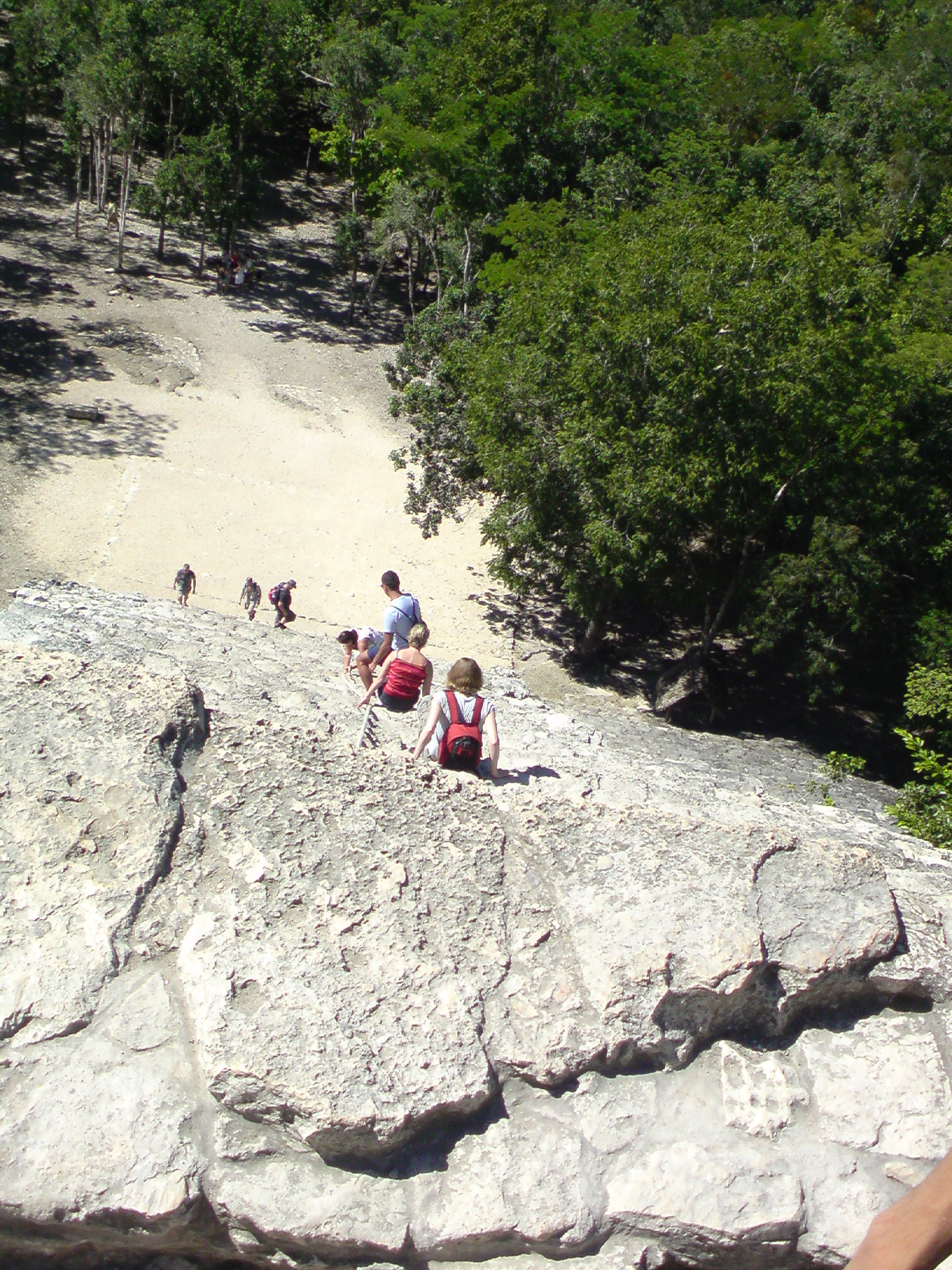
ノホック・ムル・ピラミッド頂上から
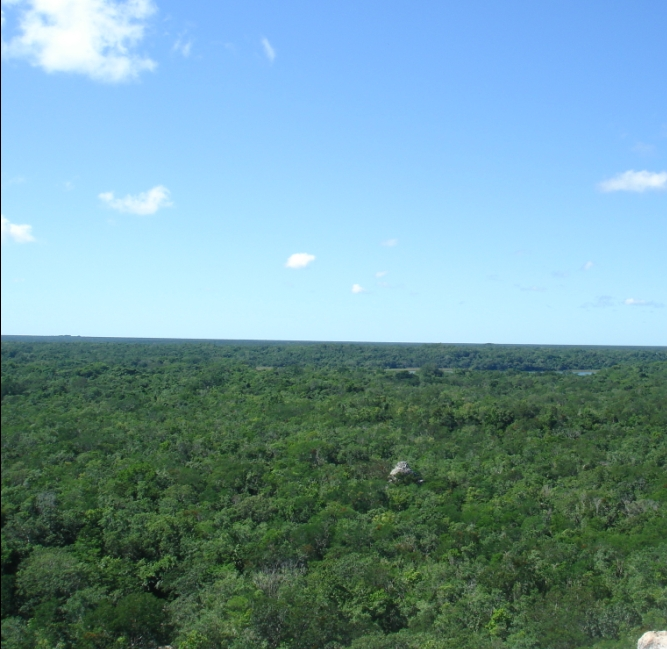
頂上からの景色、クロスロード・テンプルの一部とラグーンが見える
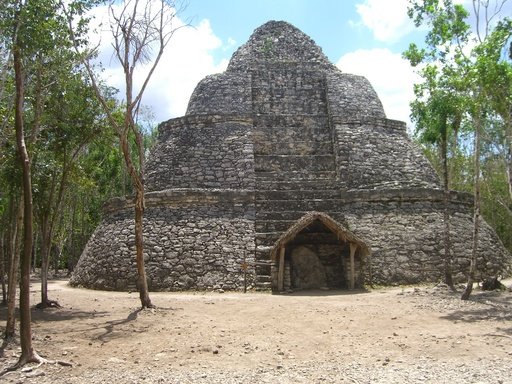
クロスロード・テンプル
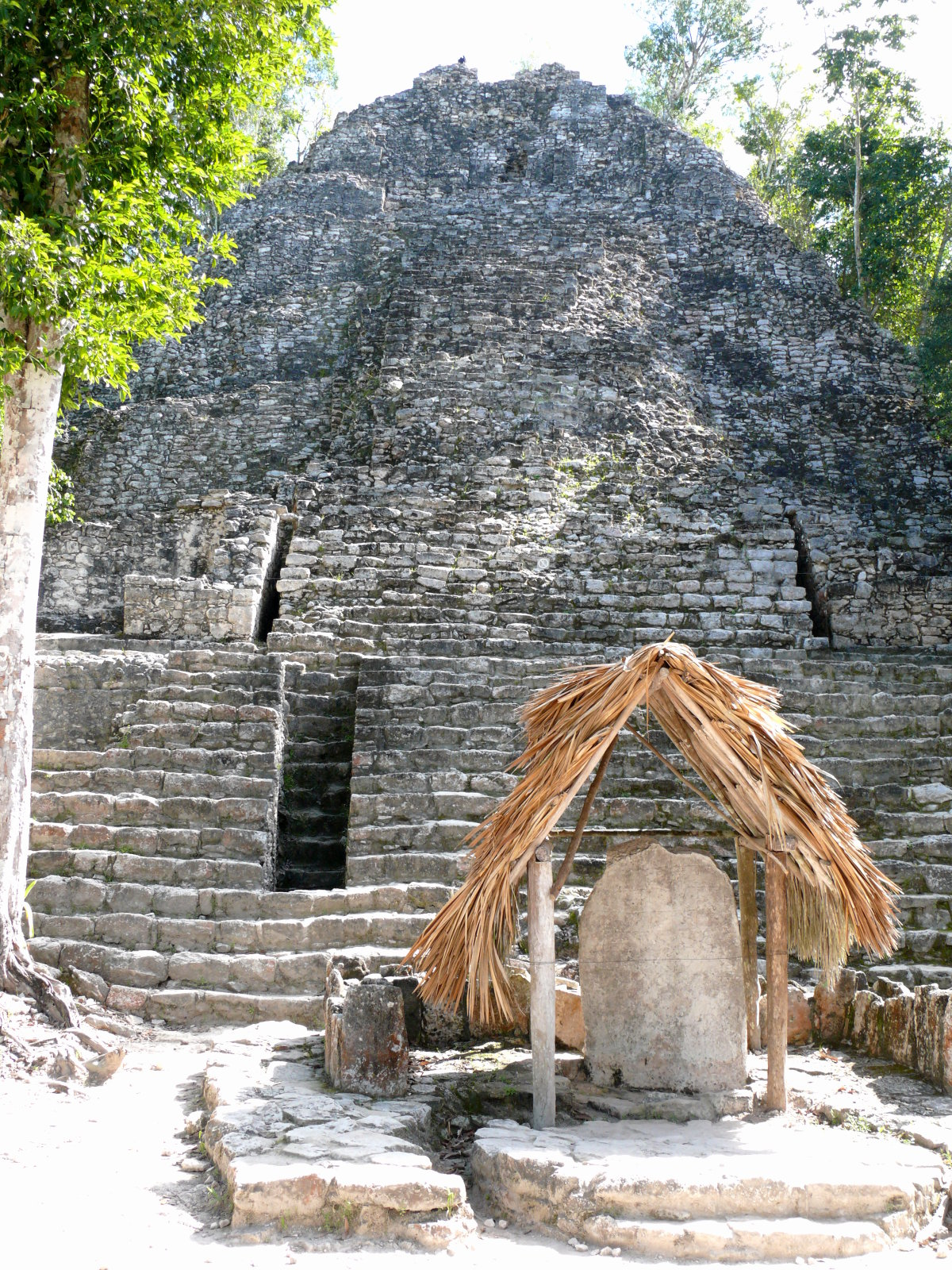
ラ・イグレシア・ピラミッド
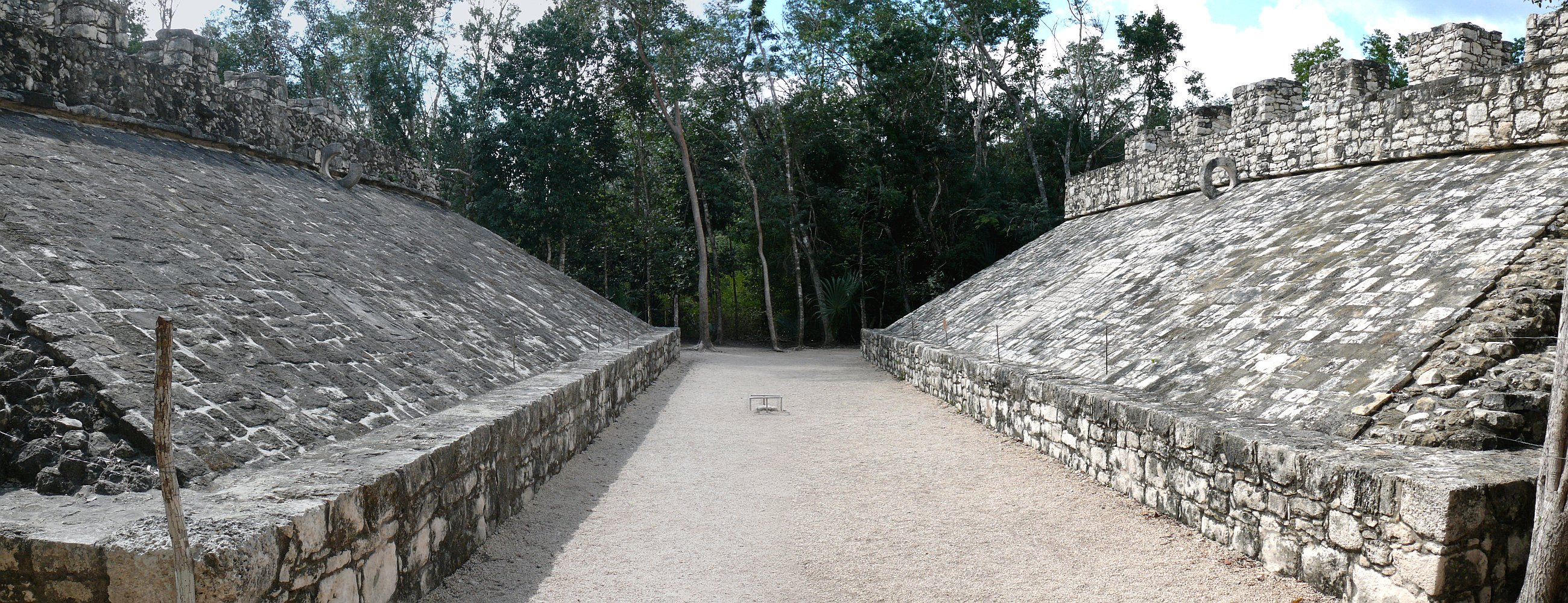
球戯場
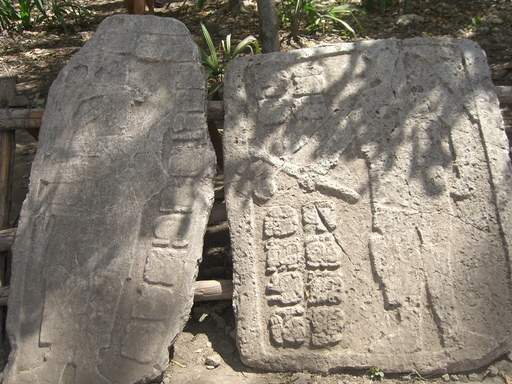
グループD群 石碑
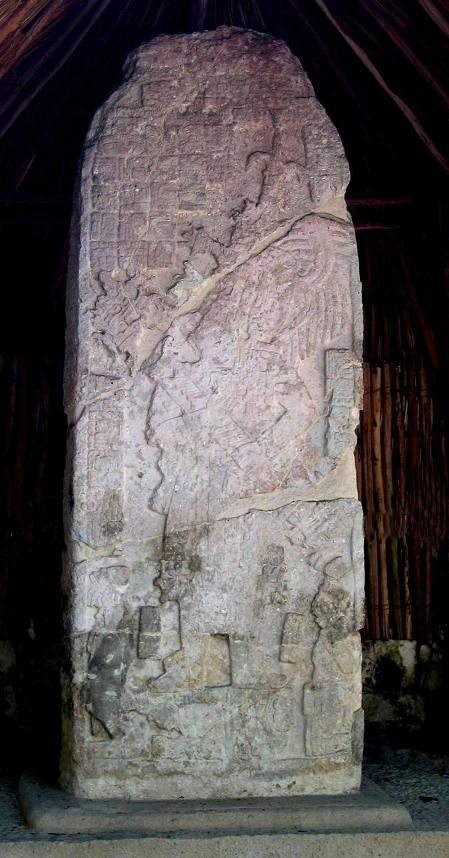
石碑
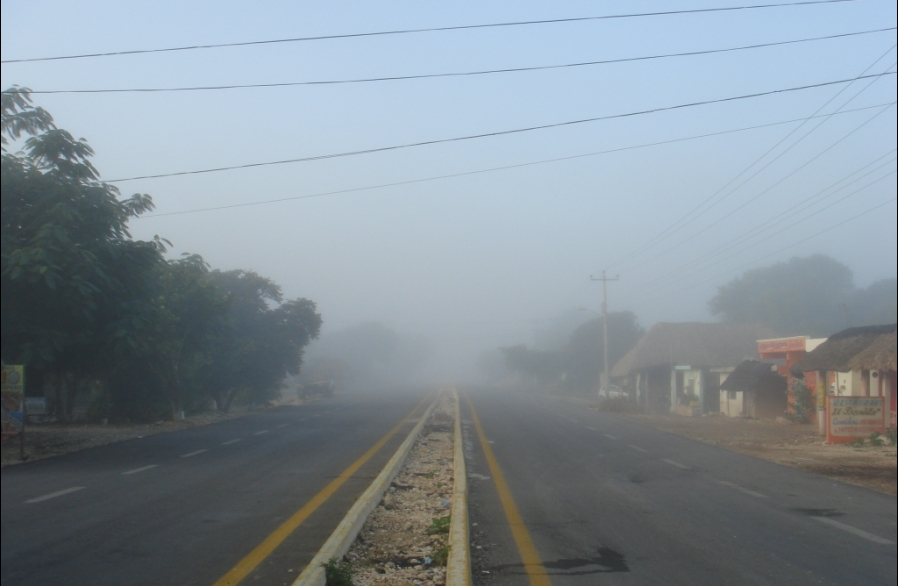
コバー村から遺跡への道(早朝)

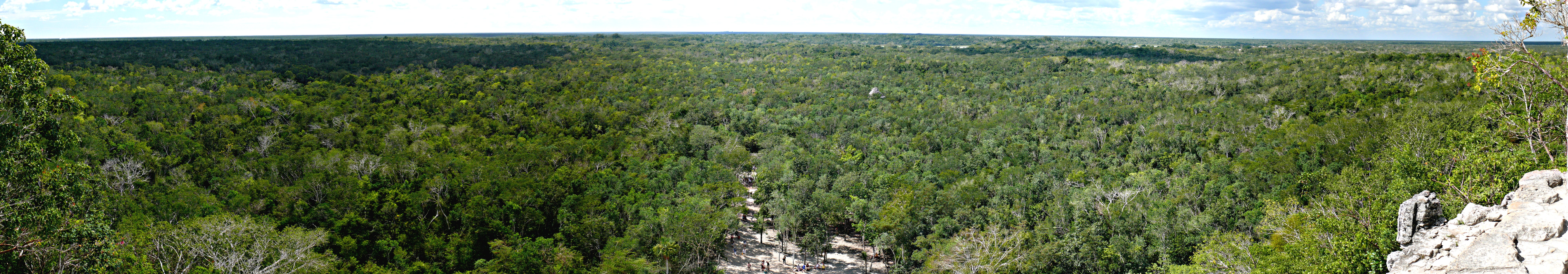
ノホック・ムル・ピラミッド頂上からの景色